# 日本陪審團制度

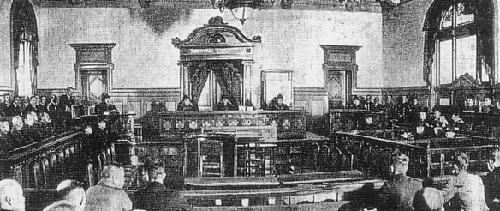
东京地方法院的陪审法庭

日本陪審團制度已有很長的歷史。日本最初接触陪审制这一概念，是在幕府末期到明治初年期间。最初"jury"被翻译为“立会”（福泽谕吉《西洋事情》1866年）、“断士”或“誓士”（津田真道《泰西国法论》1868年）、“陪坐听审”（柳河春三译《知环启蒙》1864年）、“陪审（たちあひ）”（中村正直《共和政治》1873年）等。此后根据法国法学家波伊索纳德在日本刑法草案和治罪法草案中使用“陪审”一词，“陪审（ばいしん）”这一概念就被固定下来了。
起初明治宪法并未采用陪审制。1928年（昭和3年）至1943年（昭和18年）间，日本颁布的陪审法，对于刑事案件实行了陪审制。这一制度在1943年（昭和18年）被停止施行。
另外，在二战后美军控制的冲绳地区，自1963年（昭和38年）至1972年（昭和47年）为止，琉球列岛美国民政府法院也实行了陪审制。

## 沿革
日本在制定明治宪法时，参照了普鲁士王国法，其中就有陪审制的规定；而且当时也进行过有关是否采用陪审制的激烈争论。但是1871年，明治维新元勋大久保利通、木户孝允和伊藤博文等人从欧洲考察归来，他们提出的报告书中认为，日本很难实行陪审制，而且也没有必要实行陪审制。结果，明治宪法中并没有规定陪审制。
1909年（明治42年），第26届帝国议会上，立宪政友会的议员提出了《有关设立陪审制度的议案》，在众议院被审议通过，但最终仍未获得成为法律。
此后，在大正民主运动的高潮时期，1918年（大正7年），原敬内阁成立，开始主导引入陪审制度，并在司法省内设立陪审法调查委员会，起草相关法案。但是，日本枢密院认为没有法官资格的人员参与诉讼的做法违反了明治宪法第24条，要求将草案修改为对于法官没有约束力的陪审裁决制度。结果，继任原内阁的高桥是清内阁接受了这一修改方案，于1923年第46届帝国议会上正式审议通过了陪审法（大正12年4月18日法律第50号，下文括号内条文数即引用该法内容。），并于1928年10月1日起施行。

## 适用范围
陪审制的适用范围分为两类案件：法定陪审案件和请求陪审案件。原则上，法定刑为死刑或无期徒刑。无期禁锢的刑事案件应交付陪审评议（旧陪审法第2条、法定陪审事件），而法定刑为3年以上的有期徒刑。禁锢且属于地方裁判所管辖的案件，当被告人提出请求时，应交付陪审评议（第3条、请求陪审事件）。后者的请求陪审制度，是日本独有的制度。
然而，当被告人在公判或公判准备阶段承认了公诉事实的话，则不能进行陪审评议（第7条）。另外，在法定陪审案件中，被告人也可以拒绝陪审，在请求陪审案件中，请求陪审的被告也可以在检察官陈述意见前撤回这一请求（第6条）。
此外，在满足法定陪审案件或请求陪审案件的诸要件时，仍存在以下除外条件：（1）属于大审院的特别管辖权限的犯罪；（2）对皇室的犯罪，有关内乱、外患、外交的犯罪，骚扰罪；（3）触犯治安维持法的犯罪；（4）触犯军机保护法、陆军刑法或海军刑法的犯罪等；（5）关于根据法律进行的选举的犯罪中，不适于进行陪审的案件（第4条、不适宜陪审案件）。

## 陪审员
陪审员有12人（第29条）。陪审员的资格，要求为30岁以上男子，交纳直接国税3日元以上，并能够基本读写（第12条）。
大正末年、昭和初年，急速抬頭的日本軍國主義感染了陪審制，日本陪審員協會出版的《陪審員手冊》更宣稱「以最謙卑的態度，奉天皇陛下之名，在進行審判程序的神聖法庭中擔任陪審員，是能與在皇軍服役相提並論的偉大榮譽與責任」。

## 陪审裁判的程序
对于适用陪审的案件，应在公审前进行准备程序，讯问被告人和证人，调查证据等，这时如果被告承认事实无误，则立即终结陪审，改为普通审理程序（第51条、第7条）。
在公审日从候选陪审员名单中抽选出36名陪审员，并召唤至法院（第27条、第57条）。其中检察官可以不带理由地申请某些人员回避（第64条、第65条第4项），最后从未被申请回避的人员中挑选12人成为陪审员（第67条）。

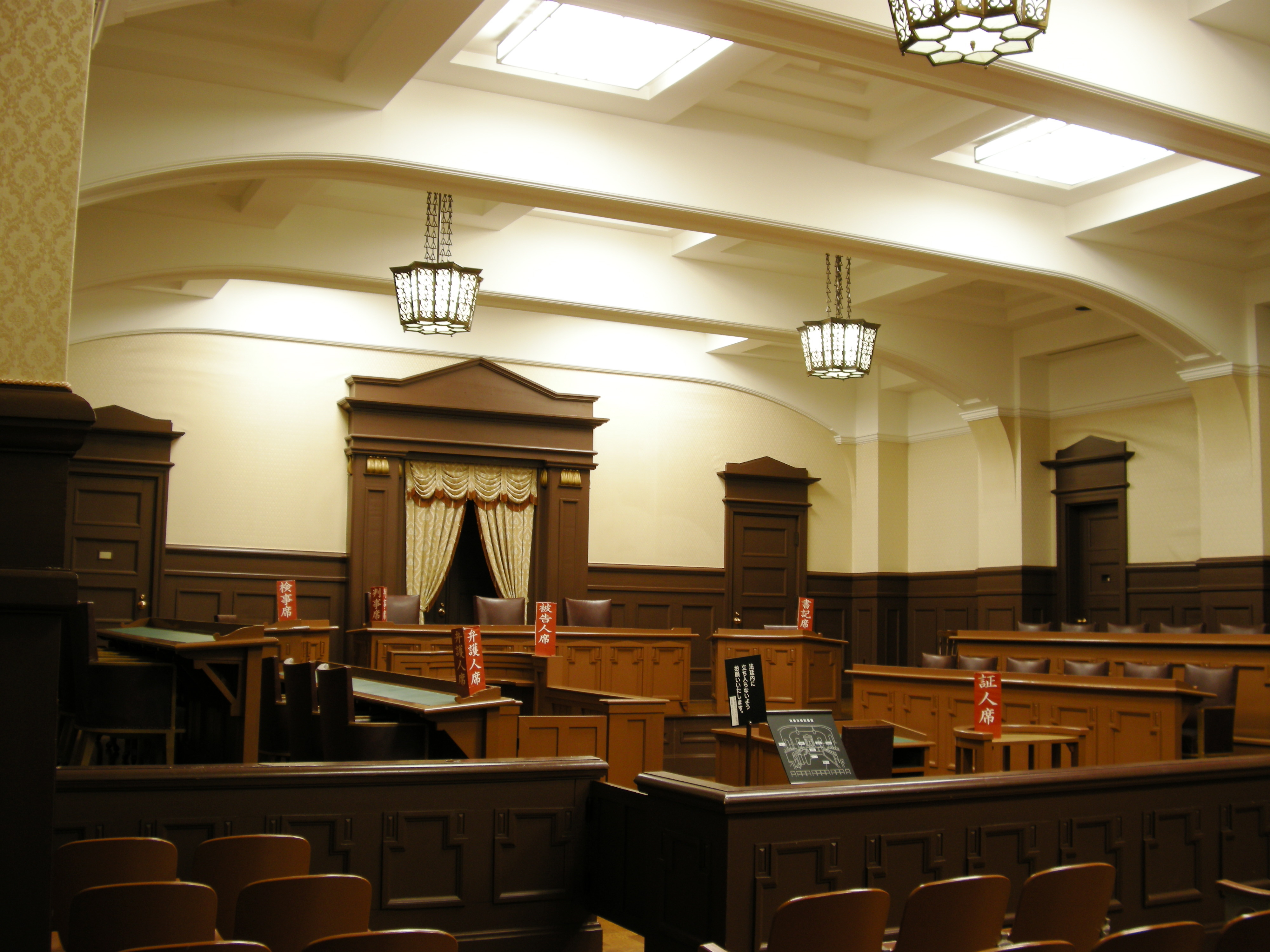
迁建于立命馆大学的京都地方法院陪审法庭

之后进入正式公审程序。首先由庭长对陪审员进行宣示，并由陪审员进行宣誓（第69条），接着是检察官对案件的陈述、被告人讯问、质证、辩论（第76条）、审判长对陪审员进行说明、对于有无构成犯罪事实的询问（第77条）等环节。此后，陪审员从法官处获得问卷，进入评议室（第81条、第82条），经过评议，做出“同意”或“不同意”的答复（第88条）。如做出肯定构成犯罪事实的裁决，则需要超过半数的陪审员同意（第91条）。评议结束前，未经法官允许，陪审员不得离开评议室或与其他无关人士交谈，如公审过程长达数日，则陪审团全体人员要留宿在法院内的陪审员宿舍（第83条、第84条）。
法院在采纳陪审团有罪裁决后，进行有关犯罪情节的事实讯问和质证，进行第二次宣示和辩论（第96条），最终依法作出有罪判决（第97条第2项）。如采纳无罪裁决，则作出无罪判决（第97条第3项）。但是当法院认为陪审团的答复不正当时，可以组织另一个陪审团评议（陪审团的更新）（第95条）。
对于采纳陪审答复内容，并对事实进行判断的判决书，不得提出控诉（第101条）。但是，可以向大审院提出上告（第102条）。

## 陪审制的停止
由于高额的陪审费用需要由被告人负担，而且在上诉审选择陪审的情况下不能再次进行事实认定等不利因素的存在，许多被告人在法定陪审案件中也拒绝进行陪审，或者在请求陪审之后又撤回请求。另一方面，法官不受陪审员意见的约束这一点，也从根本上否定了陪审制的意义。从1928年（昭和3年）到1942年（昭和17年）之间，2万5097件法定陪审案件中，实际使用陪审的仅有448件，43件根据请求而使用陪审的案件中，实际最终进行陪审的仅有12件。1941年（昭和16年）和1942年（昭和17年），陪审审理只有每年1件。
另外，随着第二次世界大战的战情恶化，各地方的征兵义务加重，陪审员名单的制作也日益困难，因此许多地方都提出了暂停陪审制的呼吁。于是，1943年（昭和18年）4月1日公布的《关于停止陪审法的法律》暂时停止了陪审制的实施；该法在附则第3项规定，一旦太平洋战争终结后，会再次实施陪审制。但是事实上，直至20世纪末都未能重新实行陪审制。
值得一提的是，上述提及的484件适用陪审的案件中（实质上真正使用陪审的案件为460件）有81件最终做出了无罪判决。

## 恢复论及裁判员制度
二战后，占领军并没有积极要求恢复日本的陪审制，仅仅在1947年（昭和22年）4月16日公布的日本法院法（同年5月3日施行）中规定，不排除通过其他法律制定刑事案件的陪审制制度（同法3条3项）。
1999年（平成11年）7月，司法制度改革审议会开始讨论让国民参与司法制度这一议题，于是围绕陪审制的讨论迅速成为社会的热点话题。最终该审议会的最终意见书决定采用由职业法官与市民进行共同评议裁决的参审制的裁判员制度，并且在2009年开始实行。